# Thieß Luther
Thieß Luther (* 13. Januar 1964 in Wittmoldt) ist ein deutscher Springreiter. 

## Leben
Luthers Vater Peter war ein international erfolgreicher Springreiter. Thieß Luther wuchs deshalb mit Pferden und dem Reitsport auf. Er durchlief eine landwirtschaftliche Ausbildung und war bis Januar 1990 drei Jahre als Bereiter bei der Reit- und Fahrschule und beim Züchterverband in Elmshorn tätig. Er nahm an Nationenpreisen sowie an Deutschen Meisterschaften und Europameisterschaften im Springreiten teil.
2006 übernahm der Pferdewirtschaftsmeister zusammen mit seiner Ehefrau Ani den Betrieb des Stalls in Wittmoldt bei Plön, den zuvor sein Vater Peter geleitet hatte. Die Kinder des Paares, Jarka und Jesse, wurden ebenfalls Turnierreiter.